# Iain Armitage
Iain Armitage (Arlington, 15 luglio 2008) è un attore statunitense, conosciuto principalmente per il ruolo di Sheldon Cooper nella sitcom Young Sheldon e di Ziggy Chapman in Big Little Lies - Piccole grandi bugie.

## Biografia
Suo padre è Euan Morton, attore di musical, e sua madre Lee Armitage, produttrice teatrale ed è nipote dell'attore Richard Armitage. Fin dalla tenerissima età è protagonista di un canale Youtube dove parla, tra le altre cose, di canzoni di musical e trucchi di magia.
Ottiene la fama con l'interpretazione di Ziggy Chapman nella miniserie del 2017 Big Little Lies - Piccole grandi bugie. Dopo altri piccoli ruoli, ottiene il ruolo di Sheldon Cooper, protagonista della sitcom Young Sheldon, spin-off e prequel della serie The Big Bang Theory.

## Vita personale
Appassionato di lingue, ne parla molte. Padroneggia il russo, che ha imparato attraverso un'app durante il confinamento dovuto alla pandemia di COVID-19. Inoltre, sa parlare un po' d'armeno, ucraino, assiro, singalese, tedesco, spagnolo e italiano.

## Filmografia

### Cinema
- Il castello di vetro (The Glass Castle), regia di Destin Daniel Cretton (2017)
- Le nostre anime di notte (Our Souls at Night), regia di Ritesh Batra (2017)
- I'm Not Here, regia di Michelle Schumacher (2017)
- Scooby!, regia di Tony Cervone (2020)

### Televisione
- Law & Order - Unità vittime speciali (Law & Order: Special Victims Unit) - serie TV, 18x08 (2017)
- Big Little Lies - Piccole grandi bugie (Big Little Lies) – serie TV, (2017-2019)
- Young Sheldon - serie TV, (2017-2024)
- The Big Bang Theory – serie TV, episodio 12x10 (2018)

## Doppiatori italiani
Nelle versioni in italiano nelle opere in cui ha recitato, Iain Armitage è stato doppiato da:
- Alessandro Carloni in Young Sheldon, The Big Bang Theory
- Diego Follega in Le nostre anime di notte

Da doppiatore è sostituito da:
- Valeriano Corini in Scooby!